# Stenostomum abbreviatum
Stenostomum abbreviatum là một loài thực vật có hoa trong họ Thiến thảo. Loài này được (Urb.) Borhidi & M.Fernández Zeq. miêu tả khoa học đầu tiên năm 1993.